# Ded (Band)
Ded ist eine US-amerikanische Nu-Metal-Band aus Tempe, Arizona. Sie steht beim Label Suretone unter Vertrag.

## Geschichte
Die Band wurde von Mitgliedern der Band Greeley Estates und früheren Bandmitglieder der Band Man Made Machine in Tempe gegründet. Die Band brachte ihre Debütsingle FMFY im Dezember 2016 heraus. Zu dem Song wurde auch ein Musikvideo veröffentlicht. Februar 2017 erschien die zweite Single Anti-Everything. Im Anschluss tourte die Band im Vorprogramm von Korn. Weitere Tourneen mit Asking Alexandria, Insane Clown Posse und Every Time I Die folgen.
Am 14. Juli 2017 wurde ihr erstes Album Mis•an•thrope veröffentlicht. Produzent war John Feldmann. Das Album erreichte Chartplatzierungen in den Billboard-Spezialcharts US Independent Albums, US Heatseekers Albums  und US Top Album Sales. Die Band spielte 2017 auf dem Knotfest und dem Rock on the Range. 2018 folgte ein Auftritt auf dem Full Force.

## Musikstil
Ded spielen eine Crossover-Mischung, wie sie typisch für den Nu Metal der 2000er Jahre war. Die Musik pendelt zwischen härteren Metal-Tracks und eher melodiösen Passagen. Dabei erinnern Musik und Songwriting an Slipknot, Korn, Five Finger Death Punch, Emil Bulls, The Fever 333 und Three Days Grace.

## Galerie

Ded, aktuelle Besetzung live auf dem With Full Force 2018
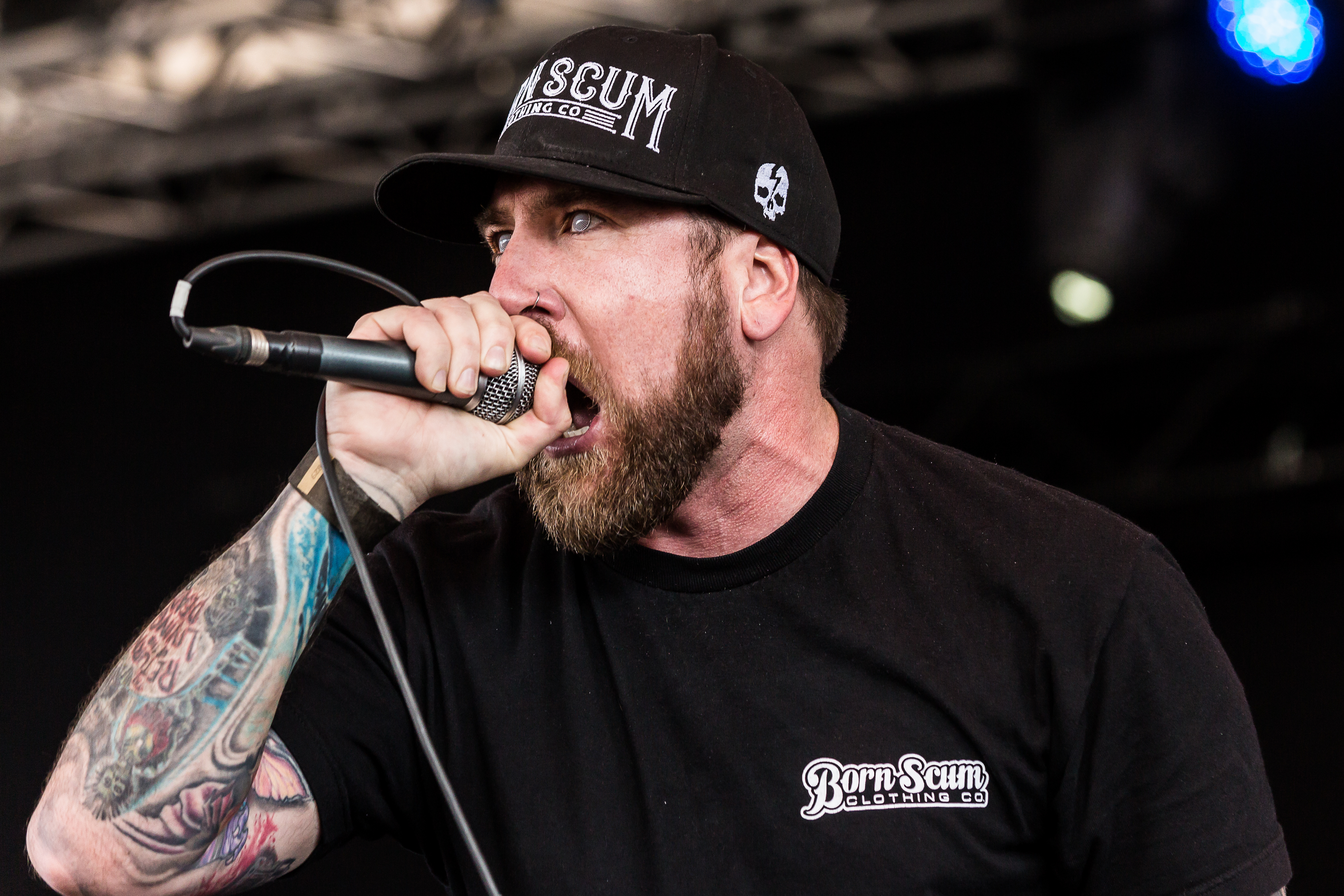
Sänger Joe Cotela
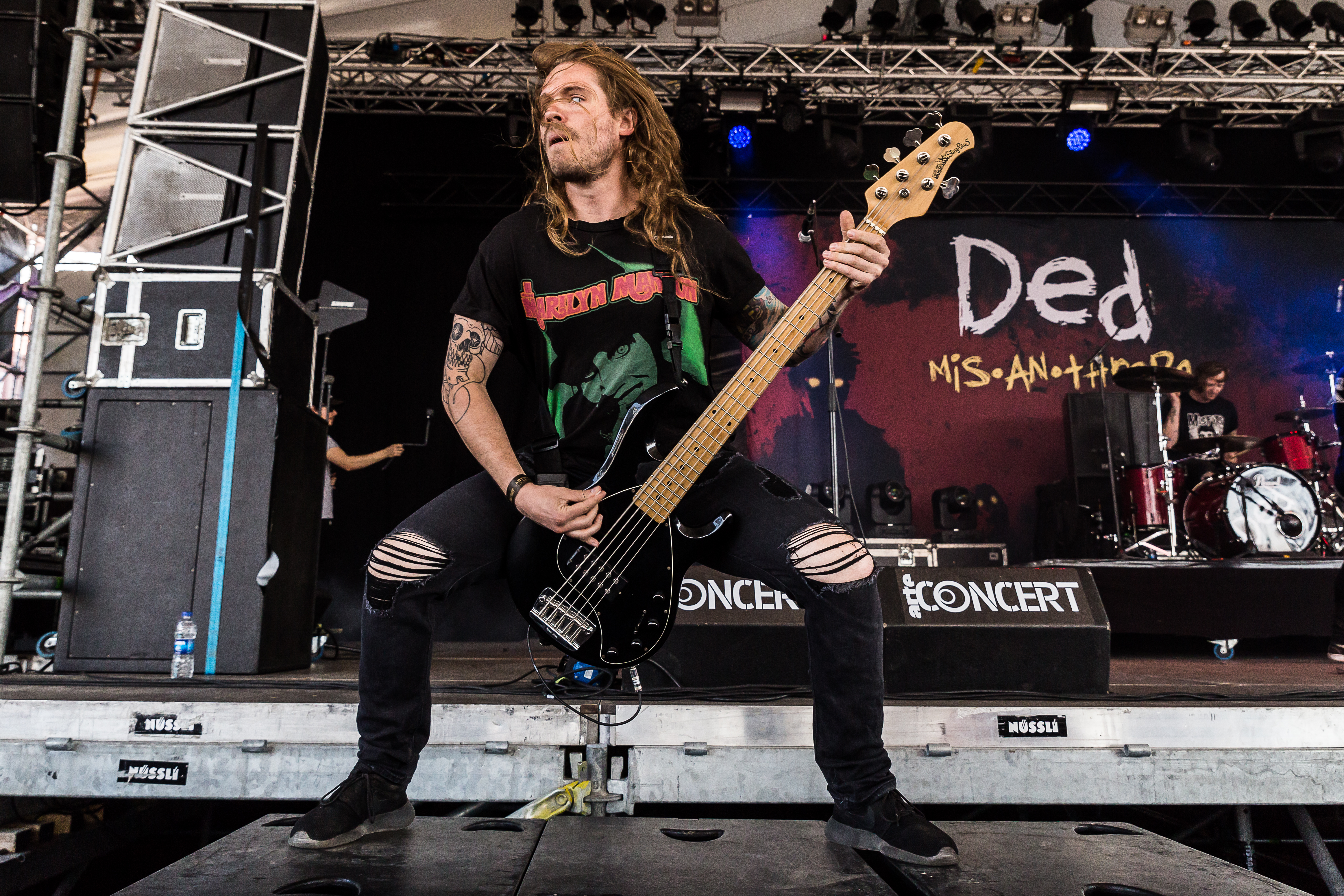
Bassist Kyle Koelsch
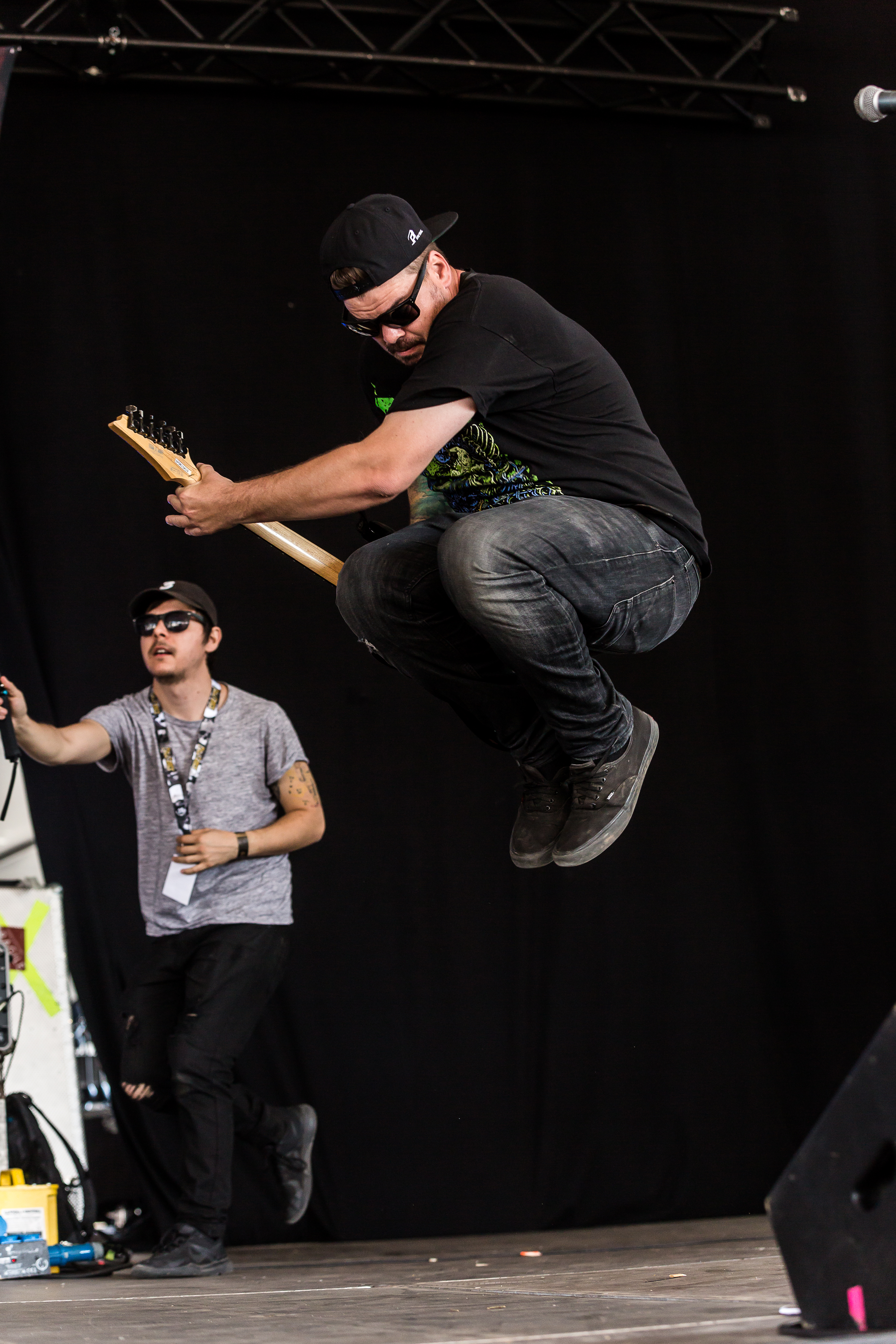
Gitarrist David Ludlow
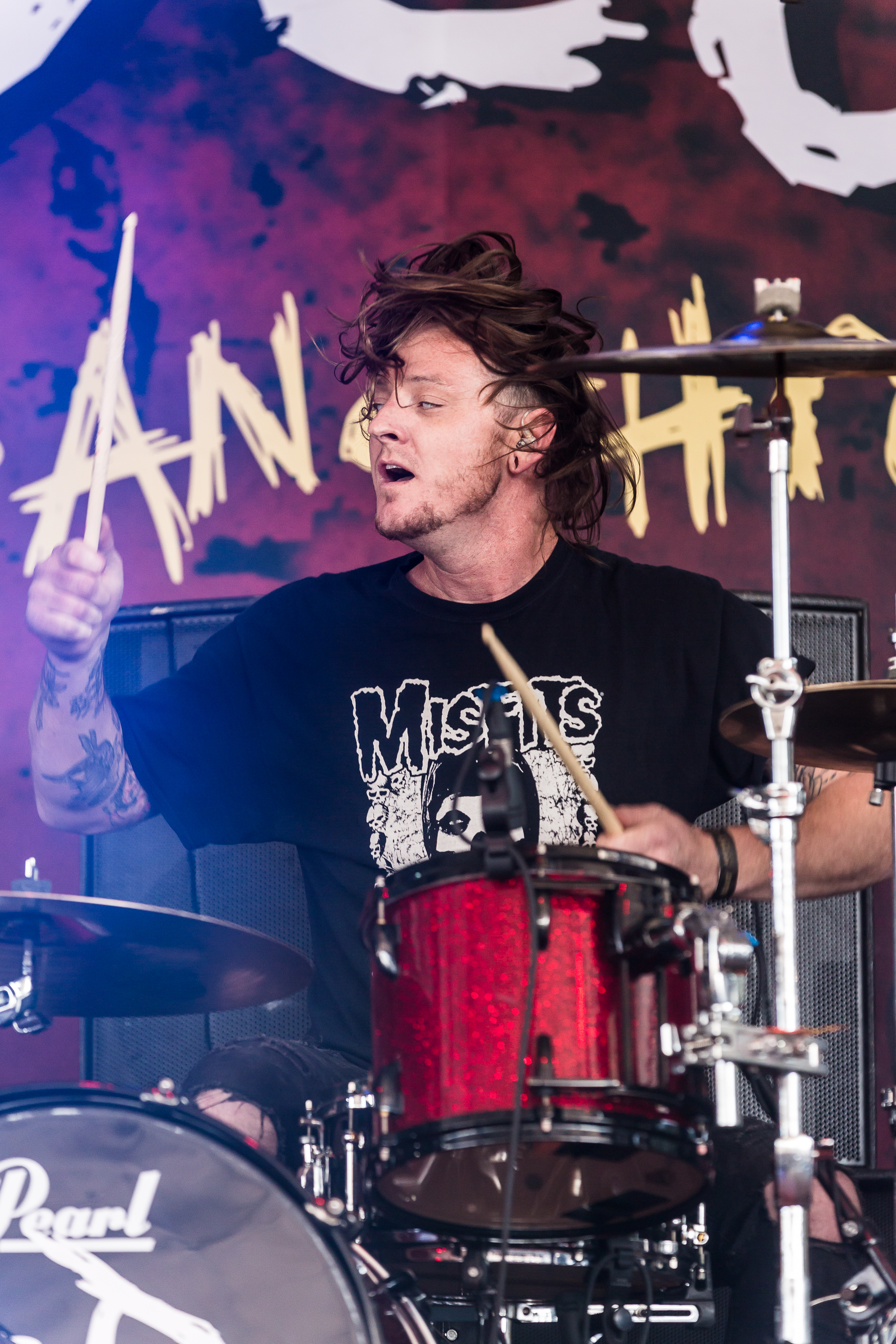
Schlagzeuger Matt Reinhard

## Diskografie

### Alben
- 2017: Mis•an•thrope (Suretone)
- 2021: School of Thought (Suretone)

### Singles
| Jahr | Titel              | Höchste Chartposition | Album         |
| Jahr | Titel              | US Main               | Album         |
| ---- | ------------------ | --------------------- | ------------- |
| 2016 | FMFY               | –                     | Mis•an•thrope |
| 2017 | Anti-Everything    | 18                    | Mis•an•thrope |
| 2017 | Dead to Me         | –                     | Mis•an•thrope |
| 2017 | Remember the Enemy | 21                    | Mis•an•thrope |
| 2018 | Hate Me            | 32                    | Mis•an•thrope |

### Musikvideos
| Jahr | Titel              | Regisseur      |
| ---- | ------------------ | -------------- |
| 2017 | FMFY               |                |
| 2017 | Anti-Everything    | Fred Durst     |
| 2017 | Remember the Enemy | Fred Durst     |
| 2018 | Hate Me            | Shan Dan Horan |